# 池田孤邨
池田 孤邨（村）（いけだ こそん、 享和3年（1803年） - 慶応4年2月13日(1868年3月6日)）は、江戸時代後期の江戸琳派の絵師。酒井抱一の弟子で、兄弟子の鈴木其一と並ぶ高弟である。

## 略伝

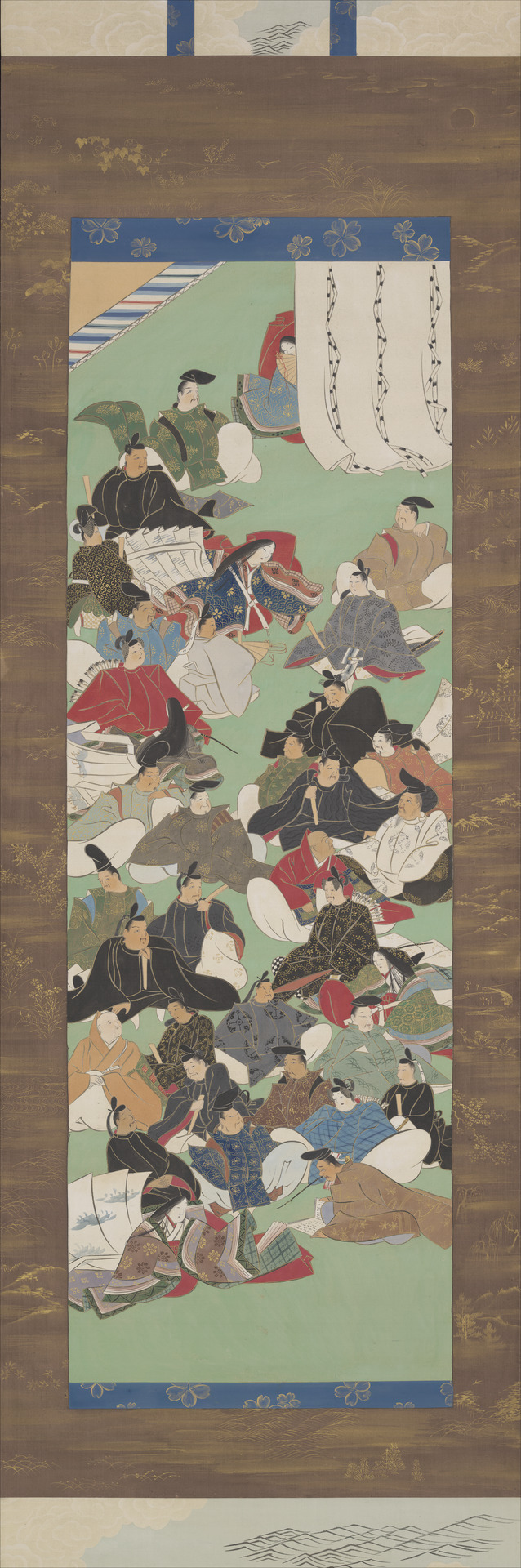
イェール大学美術館蔵『三十六歌仙図屏風』

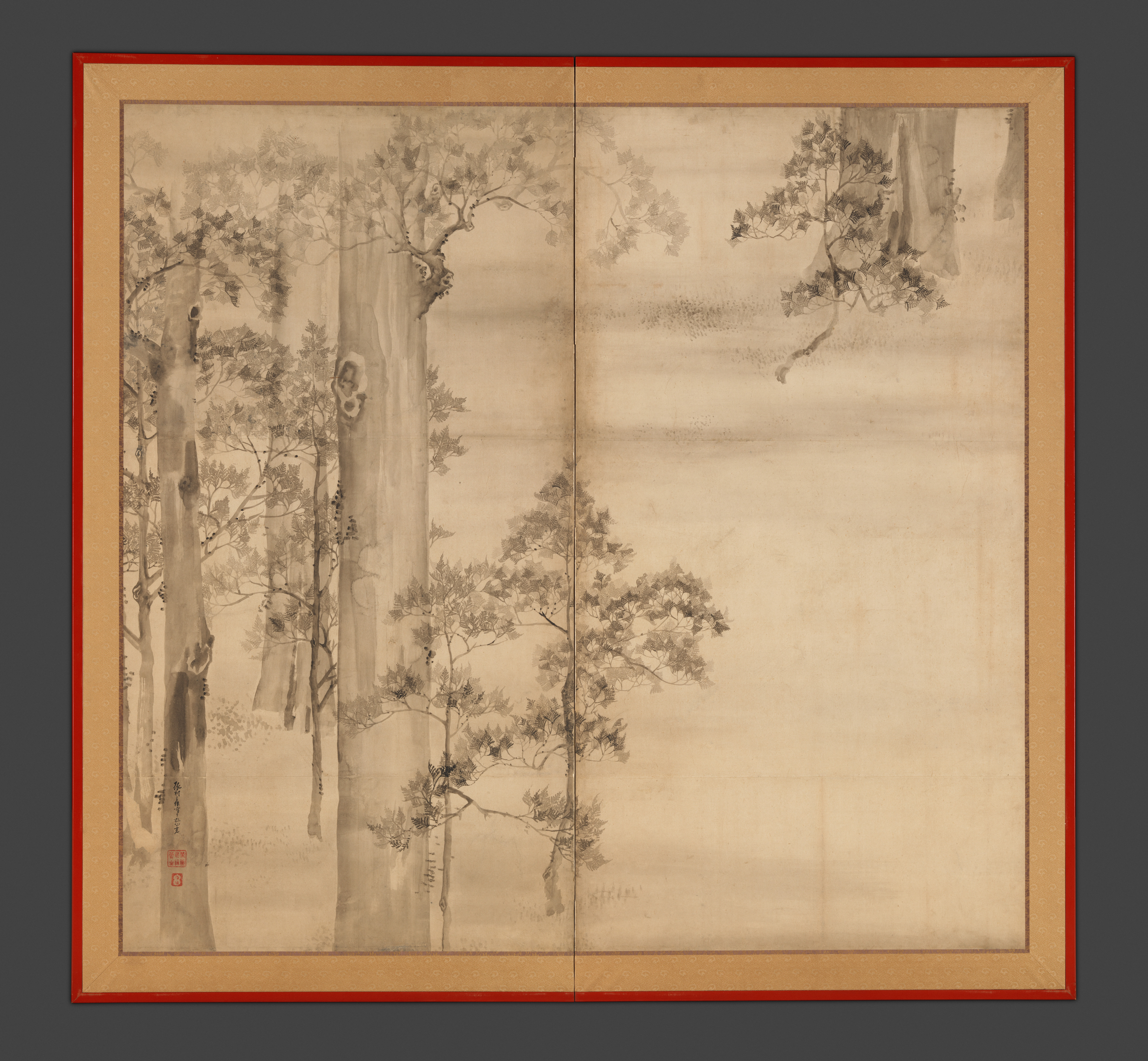
メトロポリタン美術館蔵『檜図屏風』

越後国水原近辺（現在の阿賀野市）出身。名は三信（みつのぶ）、三辰、字は周二、通称・周次郎。号は自然庵、蓮菴、冬樹街士（天保後期）、煉心窟（安政から文久頃）、画戦軒、天狗堂、旧（舊）松軒、久松軒など。
池田藤蔵の子として生まれる。10代後半には江戸へ出て、酒井抱一に師事したと見られる。水原は天領で、越後有数の米処として、干拓や新田開発が積極的に行われた。その結果、廻船業などで富を成す素封家も多く、江戸や京阪の文人墨客が水原を訪れ、逗留することも珍しくなかった。父藤蔵は水原でこうした素封家と交流があり、弧邨が若くに江戸に出るのも、水原に来訪した文化人が関与したとする説がある。また、抱一の弟子で、後に孤邨の弟子となる野沢堤雨の父・九皐庵九甲の紹介とする説もある。孤邨は後々まで水原との関係を保ち続ける。嘉永6年（1853年）2月に父が亡くなると、同年4月水原の古刹西福寺に父の墓碑を建立している（大橋訥庵銘文）。
文政年間前期頃に抱一に入門、抱一の号の一つ「鶯邨」の1字から孤邨を名乗ったと推測される。抱一の死後30代の半ばから一時深川冬木町に住み、40代後半には両国久松町に移り、没するまで過ごした。しかし、深川時代の作品は関東大震災で多くを失ったとされ、動向は不明な点が多い。安政6年（1859年）刊の『書画會粹 二編』では「画名天下に高し、然れども名を得る事を好まず、戸を閉め独り楽しむ」とあり、その人物を伝えている。書画の鑑定に優れ、茶道を好み和歌に通じた教養人で、蓮を好み「蓮菴」と号した。琳派の後継者を自認し、最晩年の元治2年『光琳新撰百図』上下（弟子の野沢堤雨跋、ボストン美術館など蔵）、慶応元年（1865年）『抱一上人真蹟鏡』上下を出版した。これらは絵手本として使用された他、ジャポニズムの機運にのって西洋に渡り、装飾美術の隆盛に寄与した。1882年にイギリス初のインダストリアルデザイナーとして活躍したクリストファー・ドレッサーが出版した『日本 その建築、美術と美術工芸』では、早くも『光琳新撰百図』が引用されている。一方、文中に「大和魂」「皇国」といった語句が散見し、孤邨が勤王思想を持っていたことが窺える。墓は江戸川区西瑞江の大雲寺。
孤邨は其一ほど多作ではなく、作品の質も振り幅が大きい。また、抱一や其一、酒井鶯蒲に比べて画材に劣り状態が劣化しているものが少なからずあり、彼らに比べて大名や豪商の注文が少なかったと推測される。しかし、代表作「檜図屏風」(バークコレクション)には、近代日本画を先取りする新鮮な表現がみられる。弟子に中村岳陵に最初の絵の手ほどきをした野沢堤雨、木村江村、鷲孤山、胝狐仙、胝狐松、八木沢松嶺、西崑山、高橋孤道、福島孤龍など。早稲田大学図書館初代館長などを務めた市島謙吉は、数多くの印章をコレクションしており、その中には同郷の孤邨の印章も37顆含まれ、現在は早稲田大学會津八一記念博物館に所蔵されている。

## 代表作
| 作品名                                  | 技法                              | 形状・員数       | 寸法（縦x横cm） | 所有者                                       | 年代                                            | 落款・印章 | 備考                                                 |
| --------------------------------------- | --------------------------------- | ---------------- | --------------- | -------------------------------------------- | ----------------------------------------------- | --- | ---------------------------------------------------- |
| 墨田川遠望図                            | 絹本淡彩                          | 一幅             | 55.5x107.6      | 江戸東京博物館                               | 1826年（文政9年11月）                           | 款記「蓮葊孤邨筆」 印章「穐信」朱文二十重郭方印 | 現在確認されている孤邨の有年記作品の中では最も早い。 |
| 五節句図                                | 絹本著色                          | 五幅対           |                 | フリーア美術館                               | 1830年（文政13年)                               | |                                                      |
| 四季草花流水図屏風                      | 紙本金地著色                      | 二曲一隻小屏風   |                 | 細見美術館                                   | 文政年間                                        | 款記「法橋光琳 孤村白眼居士三信画之」 |                                                      |
| 藤図屏風                                | 紙本銀地著色                      | 六曲一隻         | 159.5x336.4     | 福岡市美術館                                 | 天保年間から嘉永初期                            | 款記「孤村三信筆」 「三信」朱文円印 |                                                      |
| 表面・紅葉に流水図屏風 裏面・山水図屏風 | 紙本金地著色・紙本墨画            | 六曲一双本間屏風 | 各166.3x343.2   | フリーア美術館                               | 表面・1856年（安政3年） 裏面・1958年（安政5年） | 表面・右隻 款記「孤邨三信寫」印章「三信」朱文内瓢外方印 表面・左隻 款記「孤邨三信寫於舊松軒」 印章「煉心窟」朱文円印 「茶画三昧葊主」朱文方印 「三信」朱文内瓢外方印 裏面・右隻 款記「孤邨三信寫於舊松軒」 印章「池田三信」白文方印 「孤邨」朱文方印 裏面・左隻 款記「戊午冬十二月 孤邨居士寫於煉心窟中」 印章「池田三信」白文方印 「孤邨」朱文方印 |                                                      |
| 孔雀に牡丹図                            | 金箔地桐板絵著色                  | 絵馬一面         | 236.4x131.4     | 浅草寺                                       | 1860年（万延元年）                              | |                                                      |
| 四季草花図                              | 絹本著色                          | 一幅             | 100.6x40.1      | 東京芸術大学大学美術館                       |                                                 | 印章「方祝」朱文円印 |                                                      |
| 浮世美人図                              | 絹本著色                          | 一幅             | 122.1x49.2      | 板橋区立美術館                               |                                                 | 款記「撫岩佐勝重圖「孤村藤原三信」 「三信印」朱文方印 |                                                      |
| 百合図屏風                              | 紙本金地（裏銀地）著色            | 二曲一隻         | 56.7x169.0      | 遠山記念館                                   |                                                 | 「煉心窟」朱文方印・「三信」朱文内瓢外方印 | 孤邨50代の作か                                       |
| 小鍛冶図屏風                            | 紙本著色                          | 二曲一隻         |                 | 細見美術館                                   |                                                 | |                                                      |
| 青楓朱楓図屏風                          | 紙本金地著色                      | 六曲一双         |                 | 石橋美術館                                   |                                                 | 款記：右隻「孤邨三信」・左隻「孤邨三信寫」 両隻・「煉心窟」朱文方印 「舊松／軒」朱文方印 |                                                      |
| 千鳥図                                  | 紙本銀地著色                      | ニ曲一隻         |                 | MIHO MUSEUM                                  |                                                 | | 抱一筆「浪図屏風」の裏面                             |
| 燕子花八橋図屏風                        | 燕子・紙本金地著色/八橋・銀地著色 | 二曲一双         |                 | 岡田美術館                                   |                                                 | 燕子・款記「孤村三信筆」 「三信」朱文方印八橋・「孤邨」朱文方印 「天狗」白文方印 |                                                      |
| 赤染衛門百人一首歌意図                  | 絹本著色                          | 1幅              | 107.0x50.8      | 香雪美術館寄託                               |                                                 | 款記「孤村三信畫」・「三信」朱文内瓢外方印 |                                                      |
| 春景富士図                              | 絹本著色                          | 1幅              | 34.4x56.6       | ボストン美術館                               |                                                 | |                                                      |
| 三十六歌仙図屏風                        | 絹本著色                          | 二曲一隻         | 172.88x174.67   | ミネアポリス美術館（旧バークコレクション）   |                                                 | 款記「孤邨藤原三信寫」 |                                                      |
| 檜図屏風                                | 紙本墨画                          | 二曲一隻         | 150.6x160.2     | メトロポリタン美術館（旧バークコレクション） |                                                 | |                                                      |
| 四季花鳥図                              | 絹本著色                          | 双幅             | 約108x36        | メトロポリタン美術館（旧バークコレクション） |                                                 | |                                                      |
| 秋景花鳥図                              | 絹本著色                          | 1幅              | 121.5x51.0      | 大英博物館                                   |                                                 | 款記「孤邨三信寫」 「三信信印」白文方印・「蓮庵」朱文方印 |                                                      |
| 月に秋草図屏風                          | 紙本金地著色                      | 二曲一隻         | 148.2x157.4     | ハンブルク工芸美術館                         |                                                 | 款記「孤邨藤原三信寫」 「茶画三昧葊主」朱文方印・「三信」朱文内瓢外方印 |                                                      |
| 節句図                                  | 絹本著色                          | 三幅対           | 各94.6x32.3     | プラハ国立美術館                             | 1865年（元治2年2月）                            | 款記「孤邨藤原三信寫」 「池田三信」白文重郭方印・「久松軒」朱文方印 |                                                      |

 ウィキメディア・コモンズには、池田孤邨に関するカテゴリがあります。

## 参考資料
- 小林忠編 文化財研究所監修 『日本の美術463 酒井抱一と江戸琳派の美学』 至文堂、2004年 ISBN 978-4-7843-3463-6
- 仲町啓子監修 『別冊太陽日本のこころ177 酒井抱一 江戸琳派の粋人』 平凡社、2010年 ISBN 978-4-582-92177-9
- 岡野智子監修 『江戸琳派の美 抱一・其一とその系脈』 平凡社〈別冊太陽 日本のこころ224〉、2016年11月24日、pp.78-87、ISBN 978-4-582-92244-8

論文
- 太田佳鈴 「池田孤邨研究 ─幕末から明治における江戸琳派の展開の一例として─」『鹿島美術研究（年報第31号別冊）』 公益財団法人 鹿島美術財団、2014年11月、pp.66-77
- 岡野智子 「池田孤邨論 ─新出の「紅葉に流水図屏風」を中心に─」「池田孤邨筆 江戸近郊八景図画帖」『国華』第1439号、2015年9月20日、pp.9-36、ISBN 978-4-02-291439-2

展覧会図録・画集
- 『琳派』 紫紅社、1989-92年
- 平間理香（石橋財団石橋美術館学芸課）編集・執筆 『芳中・其一・孤邨 ─江戸時代後期の琳派』 石橋財団石橋美術館、2002年9月
- 古田亮 中村麗子編集『琳派 RINPA』 東京国立近代美術館 東京新聞、2004年
- 『酒井抱一と江戸琳派の全貌』 求龍堂、姫路市立美術館2011年9-10月、千葉市美術館10-11月、細見美術館2012年4-5月 ISBN 978-4-7630-1133-6